# Franco Folli (attore)
Franco Folli, pseudonimo di Salvatore Esposito (Napoli, 20 febbraio 1924 – Napoli, 15 giugno 2003), è stato un attore italiano.

## Biografia
Recita con Eduardo De Filippo, Pupella Maggio, Gino Maringola, Luca De Filippo, Luisa Conte e Vincenzo Salemme, partecipando a Natale in casa Cupiello, Le voci di dentro, Napoli Milionaria!, Filumena Marturano, Questi fantasmi!, Il contratto, Il sindaco del rione Sanità, Quei figuri di tanti anni fa, Na santarella, Io, l'erede e Le bugie con le gambe lunghe. La donna è mobile, Tre cazune furtunate, Nu turco napulitano, Uomo e galantuomo, Don Giovanni, o scarfalietto e Non ti pago.
Nel 1982 partecipa al festival dell'operetta presso il Teatro Verdi di Trieste con lo spettacolo La rosa di Stambul. Recita con Gigi Savoia, Gianfelice Imparato e Marioletta Bideri, mentre al cinema interpreta Il magistrato.